# Космопорт Флорида

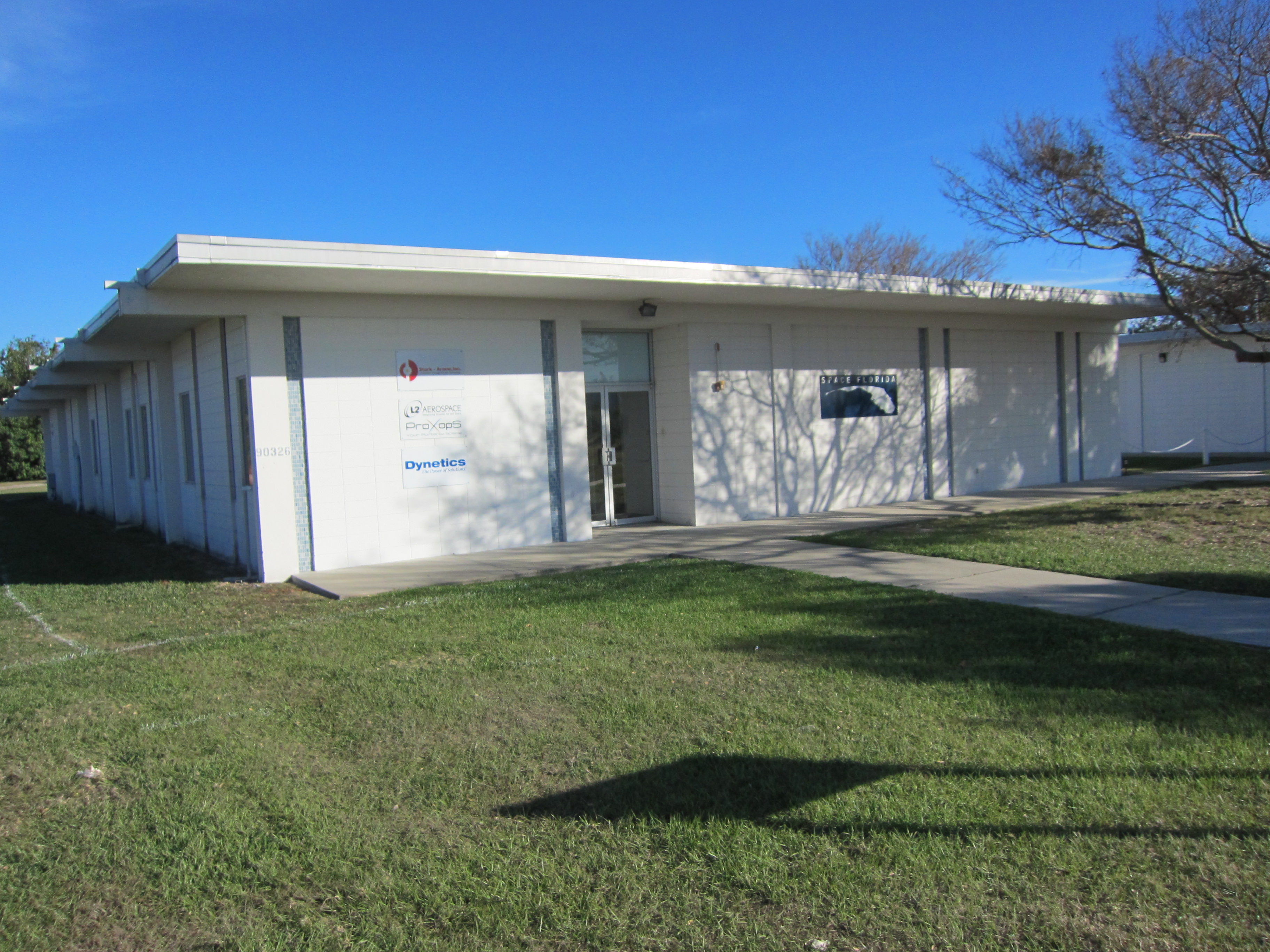
Офис компании «Space Florida»

Космопорт Флорида (англ. Space Florida, ранее Spaceport Florida Authority) — коммерческий частный космодром, образованный властями штата Флорида. Космопорт арендует у ВВС США стартовые комплексы LC-46 и LC-36 (с 2008 года) на базе ВВС США «Мыс Канаверал» и определённые услуги по обеспечению запуска. Космопорт Флорида является третьей организацией по запуску космических носителей, действующей на мысе Канаверал.
Исполнительным директором компании «Космопорт Флорида» является Эдвард О’Коннор (Edward A. O’Connor).

## История создания
В мае 2006 года в результате принятия Space Florida Act три организации: Florida Space Authority, Florida Space Research Institute, Florida Aerospace были объединены под новым названием Space Florida.
Организация «Florida Space Authority» (FSA) была основана в 1989 году под названием «Florida Spaceport Authority» и занималась вопросами коммерческого использования технических средств полигона на мысе Канаверал.

## Возможности для космических запусков
Запуск станции «Lunar Prospector» стал её первым космическим пуском.
Космопорт Флорида пользуется на правах аренды стартовым комплексом на площадке 46, откуда ранее выполнялись испытательные пуски БРПЛ «Trident 2». Реконструкция LC-46 обошлась в 8 млн долларов США, и он был официально открыт 29 мая 1997 года. Реконструкция комплекса позволила осуществлять запуски ракет-носителей семейства Афина, Таурус, а также МБР Минитмен в варианте ракеты-носителя. Услуги 45-го крыла ВВС США стоят около 0,3 млн долл. за запуск.
25 мая 1997 года Космопорт Флорида обратилась к ВВС США с просьбой сдать в аренду расположенную на несколько километров севернее стартовый комплекс LC-20, на которой планируется провести модернизацию существующих и построить два новых стартовых стола для ракет легкого класса, а также бункер управления и техническую позицию для малых космических аппаратов. Данная программа оценивается в 2,5 млн долл.
Комплекс предполагается использовать для запусков на низкие орбиты и по суборбитальным траекториям с коротким сроком подготовки: время от подачи команды до пуска может составлять всего 6 часов. Подготовка носителей будет вестись в МИКе (монтажно-испытательный корпус) в горизонтальном положении, в отличие от обычной для США сборки на старте.